# Даніеле Креспі
Даніеле Креспі (італ. Daniele Crespi; 1590, містечко Бусто Арсіціо — 1630, Мілан) — італійський художник першої третини XVII ст., представник стилю бароко.

## Життєпис
Достеменно невідомими залишаються місце народження, місяць і рік народження майбутнього художника. За традицією вважають, що він народився в містечку Бусто Арсіціо або в Мілані наприкінці XVI ст.
Згідно знайдених документів, Даніеле Креспі створив чотирьох євангелістів у церкві Сан Вітторіо аль Корсо в Мілані, датовані 1619 роком. Серед перших творів і стінописи у каплиці св. Антонія. Майстерність цих творів свідчила або про швидке визрівання таланту художника, або про непогану школу навчання і значну обдарованість митця.
Майстерність молодого художника помітили і він почав отримувати замови на образа від генерації багатих церковних посадовців, серед котрих головував кардинал Федеріко Борромео. Так, для нової церкви Сан Алессандро ін Зебедія він створив «Поклоніння волхвів», а для каплиці Івана Хрестителя вівтар — «Страту Івана Хрестителя». До раннього періоду творчості Даніеле Креспі відносять також декор каплиці Благовіщення у церкві Сант Еусторджио.
Ймовірно, за сприяння кардинала Федеріко Борромео 1621 року Даніеле Креспі зарахували до Академії Амброзіана, заснованої кардиналом під орудою художника Черано (1573—1632). Він уважно придивлявся до творів авторитетних художників, серед котрих були як італійці (Камілло Покаччіні, Андреа де Феррарі, П'єр Франческо Маццукеллі), так і митці закордонні (Пітер Пауль Рубенс, Антоніс ван Дейк).
Окрім біблійних сюжетів художник звертався і до створення портретів, серед них — «Невідомий бородань», Ізола Белла, «Автопортрет» (галерея Уффіці, 1627 р.), «Хірург Енео Фйораванті» (Кастелло Сфорцеско), Антоніо Ольджиаті (Мілан), Манфредо Сеттала (Пінакотека Амброзіана).
Серед найкращих творів зрілого періоду — цикл картин для церкви Санта Марія делла Пасіоне, другої найбільшої церкви в Мілані після Міланського собору. Серед них «Христос і янгол», «Розп'яття», «Христа знімають з хреста», «Св. Карло Борромео у дні поста». Остання картина дивувала аскетизмом і бажанням художника створити образ святого взірцем католицьких чеснот. Про чесноти первісного християнства нагадувала і картина, створена на дверцях для органа церкви — «Христос миє ноги апостолам».
Нестарий ще художник помер у листопаді 1630 року під час епідемії чуми у Мілані.

## Неповний перелік обраних творів

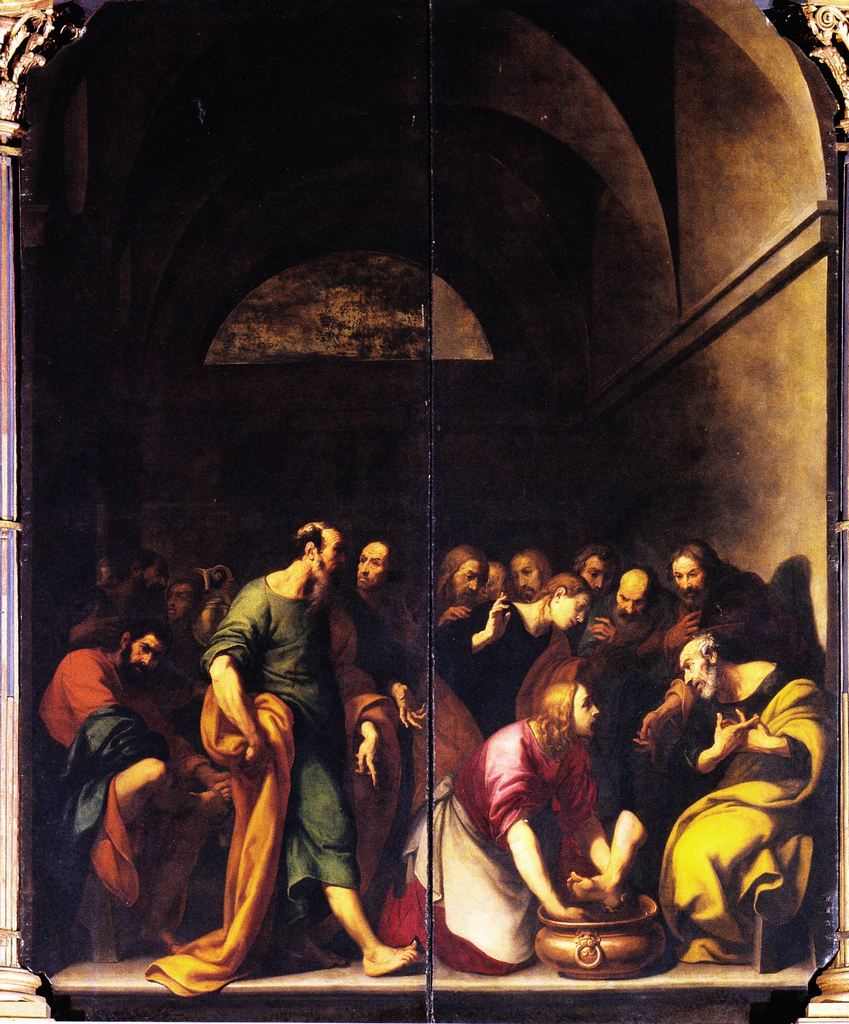
Даніеле Креспі. «Христос миє ноги апостолам»

- Євангелісти Матвій, Марк, Іван та Лука
- «Покладання Христа у труну»
- «Св. Амвросій»
- «Св. Григорій»
- «Св. Августин»
- «Смертний час св. Єроніма»
- «Навернення Савла у апостола Павла»
- «Житіє св. Бруно», монастир ді Гареньяно, Мілан
- «Побиття камінням св. Стефана», Мілан, Пінакотека Брера
- «Св. Карло Борромео у дні поста»
- «Три королі» або «Поклоніння волхвів», Павія, катедральний собор.
- «Таємна вечеря», Пінакотека Брера.
- «Христос миє ноги апостолам»
- «Видіння св. Йосипа, земного батька Христа»

## Обрані твори

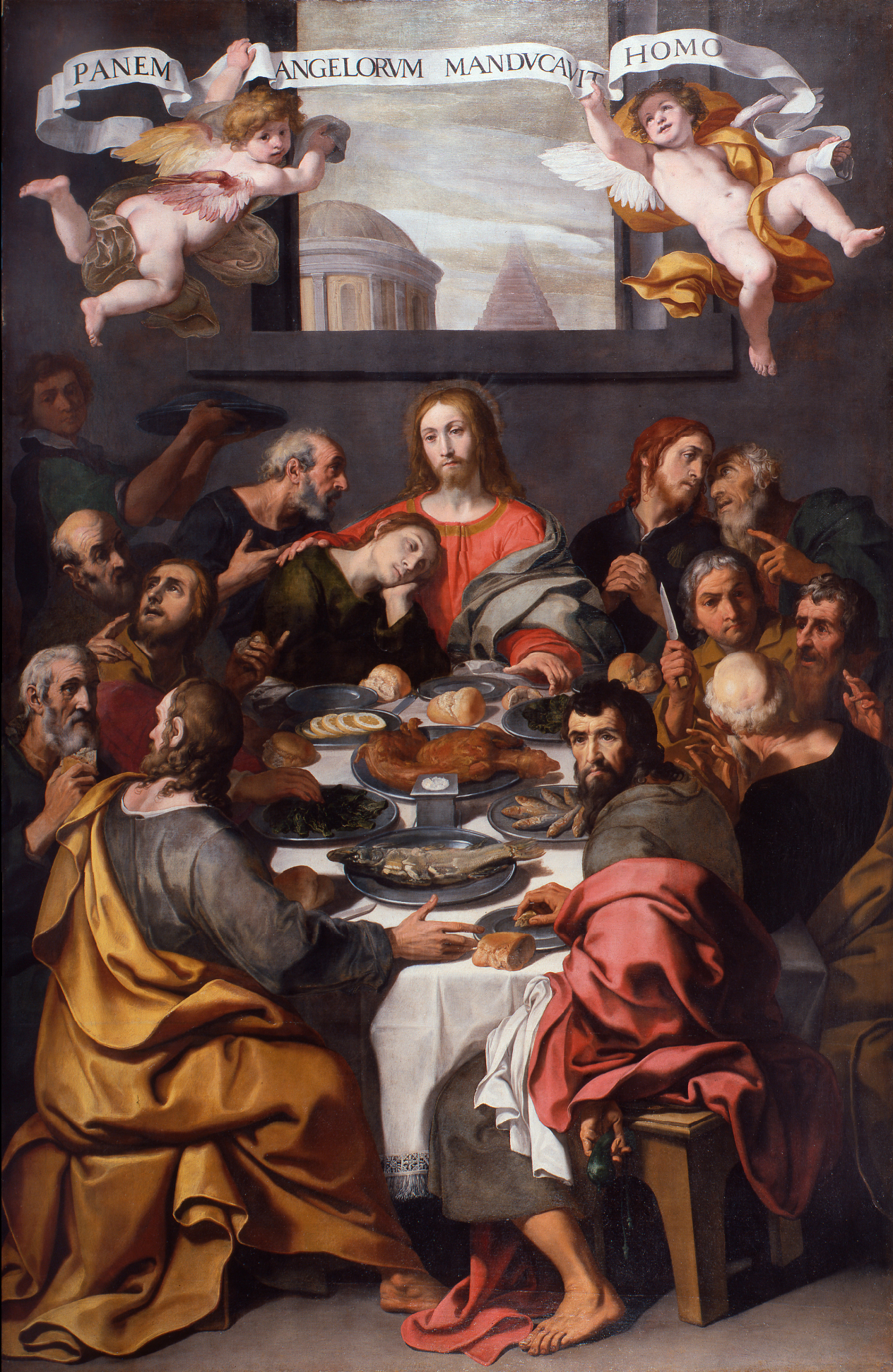
Даніеле Креспі. «Таємна вечеря», Пінакотека Брера.

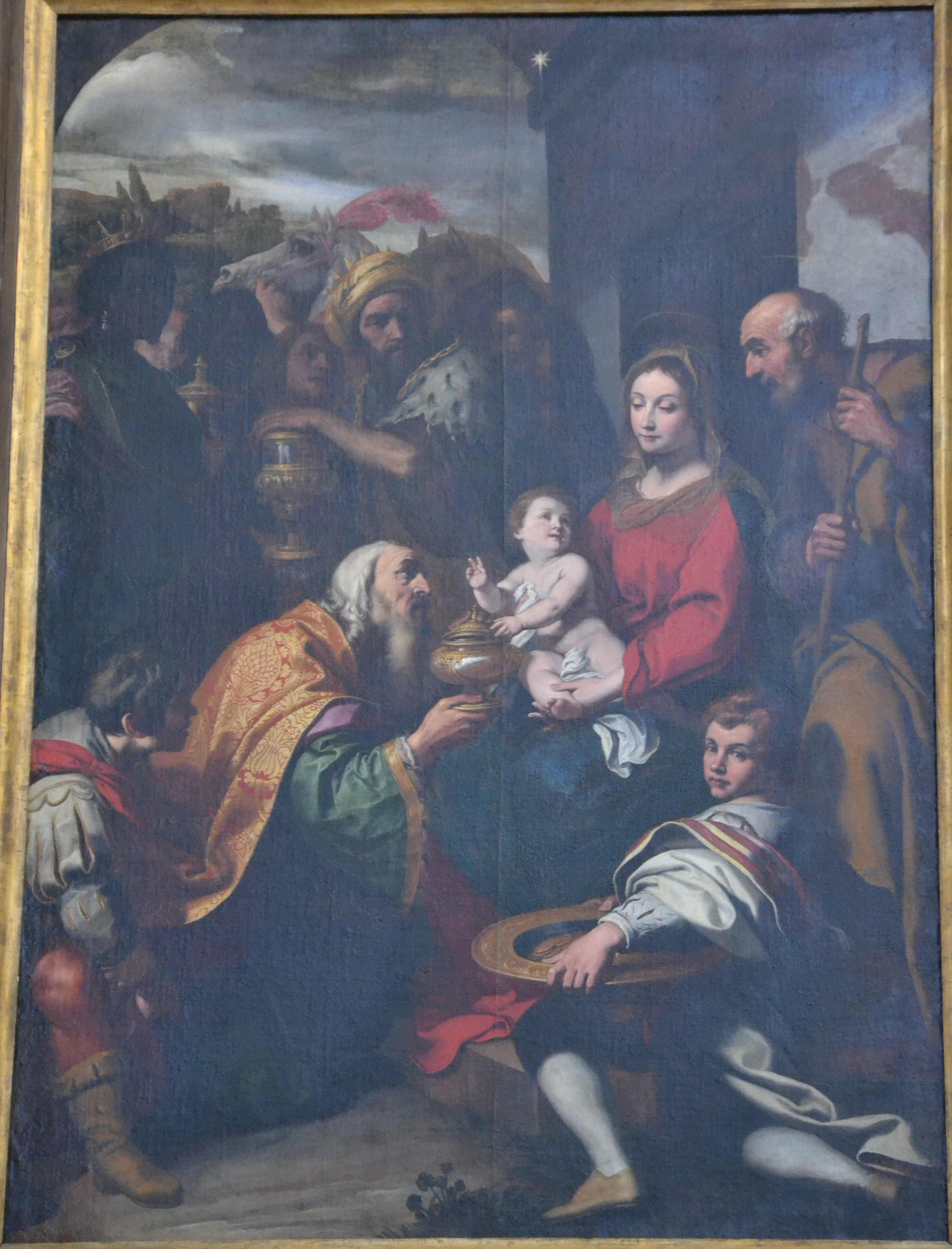
Даніеле Креспі. «Три королі» або «Поклоніння волхвів», Павія, катедральний собор.
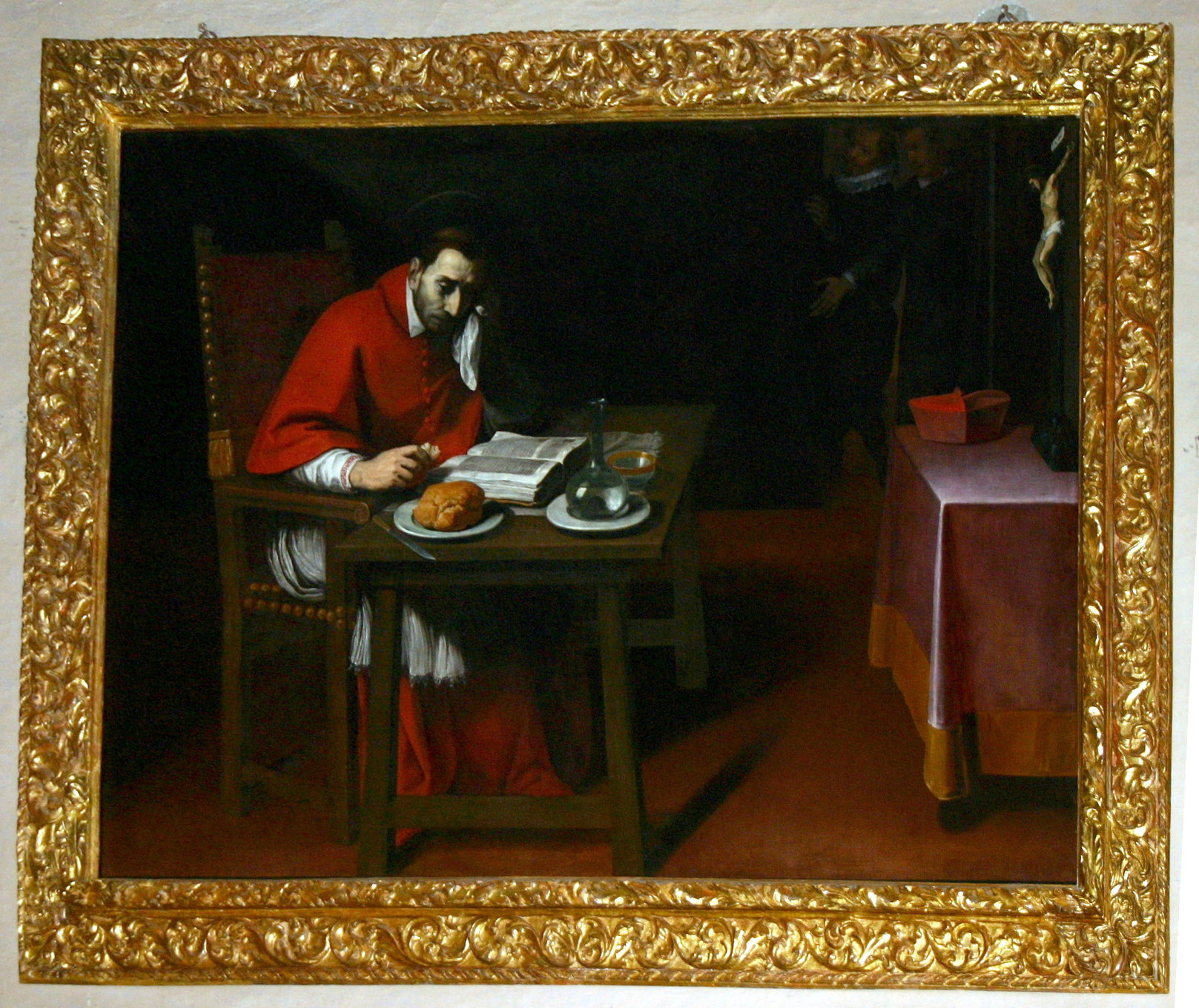
Даніеле Креспі. «Св. Карло Борромео у дні посту»
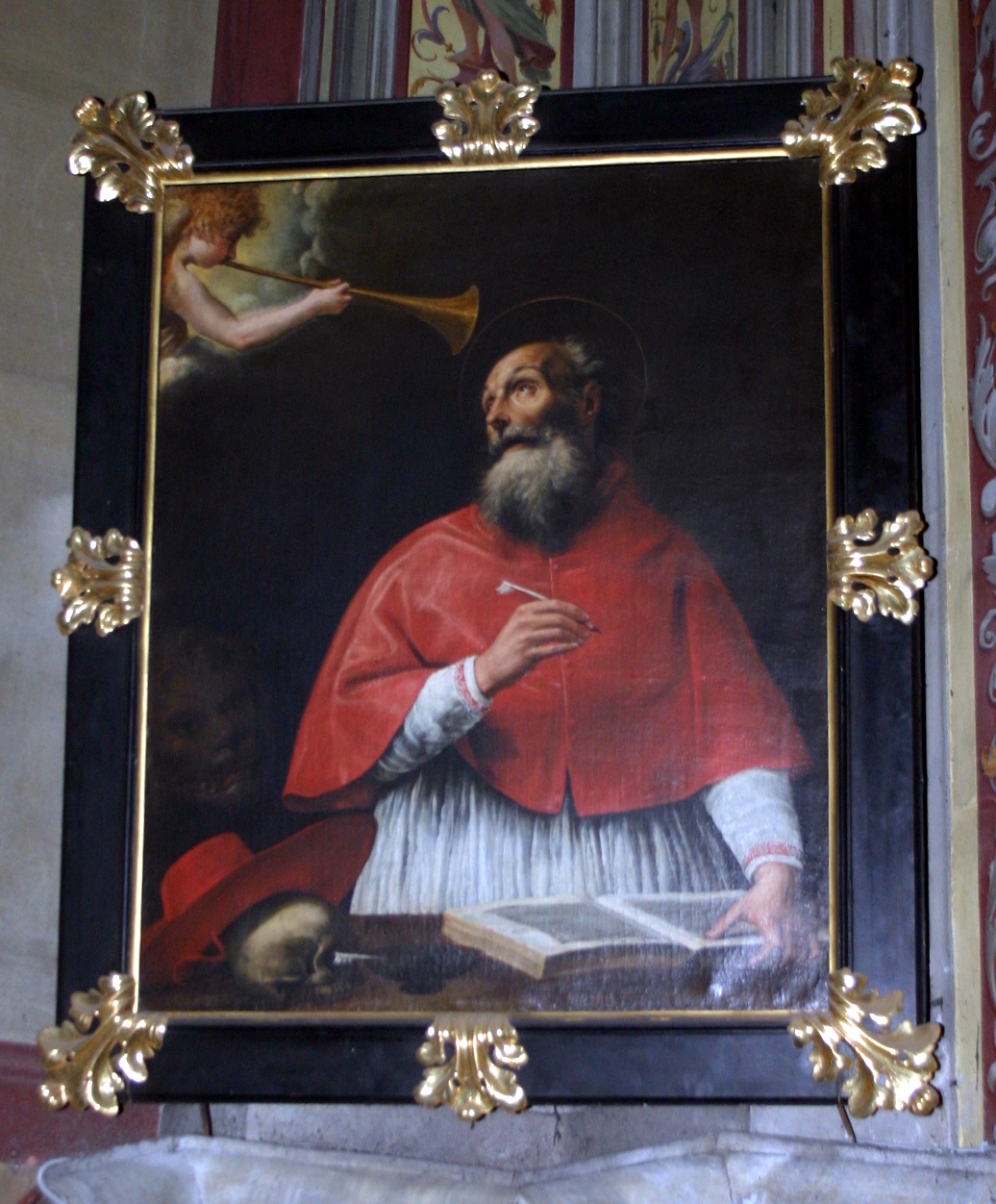
Даніеле Креспі. «Смертний час св. Єроніма»
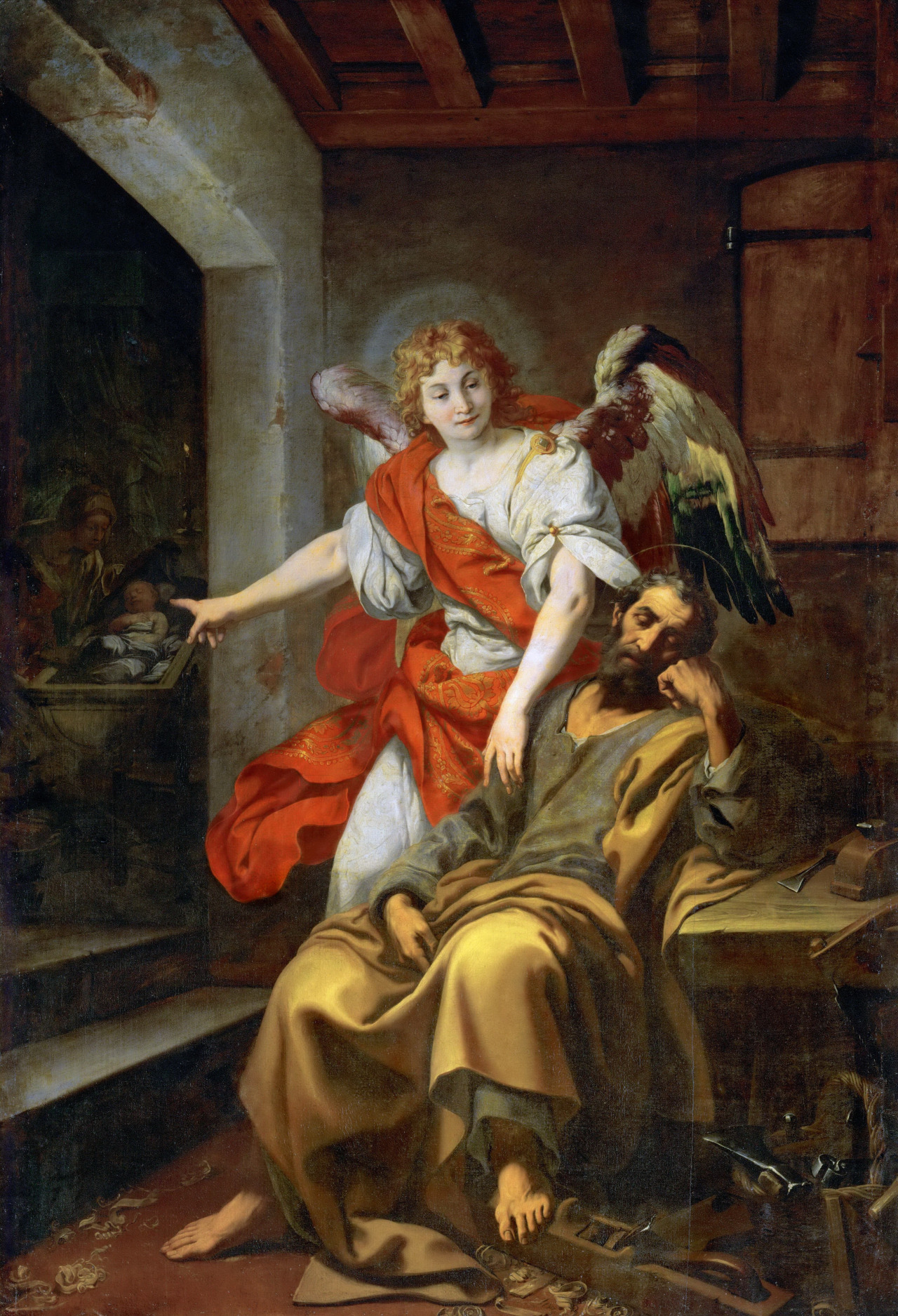
Даніеле Креспі. «Видіння св. Йосипа, земного батька Христа»